# Tarrytown (Geórgia)
Tarrytown é uma vila localizada no estado americano de Geórgia, no Condado de Montgomery.

## Demografia
Segundo o censo americano de 2000, a sua população era de 100 habitantes.
Em 2006, foi estimada uma população de 106, um aumento de 6 (6.0%).

## Geografia
De acordo com o United States Census Bureau tem uma área de
2,2 km², dos quais 2,2 km² cobertos por terra e 0,0 km² cobertos por água.

## Localidades na vizinhança
O diagrama seguinte representa as localidades num raio de 20 km ao redor de Tarrytown.